# Libertas Brindisi 1960-1961
La Libertas Brindisi 1960-1961, prende parte al campionato italiano di Serie A, girone D a 8 squadre. Chiude la stagione regolare al quarto posto con 7V e 7P, 729 punti segnati e 789 subiti.

## Storia
Molti della vecchia guardia, quelli della scalata in Serie A lasciano la Libertas Brindisi che ne approfitta per ringiovanire il roster, chi abbandona l'attività come Gianni Antonucci, chi per trasferimento come Aldo Vonghia che passa al Vasco Monopoli, (si dice per malumori con il doppio ruolo di allenatore-giocatore di Pentassuglia). Uno dei fratelli Giuri (Giuseppe) è impegnato nel servizio di leva, anche Totino Velardi lascerà la Libertas ma non Brindisi passando alla Folgore. In questa stagione esordisce appena sedicenne Claudio Calderari che legherà il suo destino a quello della Libertas per ben 15 anni. Miglior marcatore della stagione è Elio Pentassuglia con 154 p. in 13 partite, seguito da Sangiorgio con 145 p. e Quarta con 129 p.

## Roster
| Libertas Brindisi 1960/1961 | Libertas Brindisi 1960/1961 |
| Giocatori                   | Staff tecnico               |
| --------------------------- | --------------------------- |

| N. | Naz.              | Ruolo | Nome                | Anno | Alt.   | Peso |  |
| -- | ----------------- | ----- | ------------------- | ---- | ------ | ---- |  |
| 5  | Italia (bandiera) | A     | Vincenzo Giuri      | 1943 | 181 cm |      |  |
| 7  | Italia (bandiera) | A     | Elio Pentassuglia   | 1932 |        |      |  |
| 9  | Italia (bandiera) | G     | Claudio Calderari   | 1944 | 182 cm |      |  |
| 10 | Italia (bandiera) | G     | Franco Musci        |      |        |      |  |
| 11 | Italia (bandiera) | G     | Ettore Quarta       | 1939 |        |      |  |
| 12 | Italia (bandiera) | G     | Gianni Donativi     | 1935 |        |      |  |
| 13 | Italia (bandiera) | P     | Nicola Primaverili  | 1942 |        |      |  |
| 14 | Italia (bandiera) | A     | Vittorio Sangiorgio | 1941 | 195 cm |      |  |
|    | Italia (bandiera) | A     | Antonio Melone      | 1937 |        |      |  |
|    | Italia (bandiera) | C     | Modesto Aversa      | 1942 | 195 cm |      |  |
|    | Italia (bandiera) | G     | Libero Salvemini    | 1944 |        |      |  |
|    | Italia (bandiera) | C     | Nicola Calavita     | 1943 | 200 cm |      |  |
|    | Italia (bandiera) | G     | Napoletano          |      |        |      |  |
|    | Italia (bandiera) | G     | Mario Pennetta      |      |        |      |  |

| Allenatore             |
| - Elio Pentassuglia    |
| Assistente/i           |
| Legenda - (C) Capitano |

## Risultati
| Arbitri: | Tieri (Napoli) Nastri (Napoli) |

|                                            |       |                         |
| Donativi 22, Pentassuglia 21, Sangiorgio 9 | Punti | Loconsole 16, Matera 16 |

| Arbitri: | Coluzzi (Roma) Del Colle (Roma) |

|                                         |       |                                            |
| Bacchetta 18, Berregni 14, Di Donato 13 | Punti | Donativi 21, Sangiorgio 14, Pentassuglia 9 |

| Brindisi 18 dicembre 1960 3ª giornata                                                           | Libertas Brindisi | 55 – 39               | Grifone Catania |  |
| \| \| \| \| \| Pentassuglia 15, Donativi 13, Sangiorgio 13 \| Punti \| Tumino 12, Trovato 11 \| |                   |                       |                 |  |
|                                                                                                 |                   |                       |                 |  |
| Pentassuglia 15, Donativi 13, Sangiorgio 13                                                     | Punti             | Tumino 12, Trovato 11 |                 |  |

| Arbitri: | Matiz (Civitavecchia) Bernardi (Roma) |

|                                             |       |                       |
| Pentassuglia 15, Donativi 13, Sangiorgio 13 | Punti | Tumino 12, Trovato 11 |

| Arbitri: | Coluzzi (Roma) Del Colle (Roma) |

|                             |       |                                        |
| Valentini 23, Martorelli 10 | Punti | Donativi 15, Pentassuglia 14, Aversa 8 |

| Arbitri: | Di Galante (Roma) Izzo (Roma) |

|                            |       |                                |
| Sangiorgio 12, Donativi 12 | Punti | Fava 16, Longo 12, Cintioli 10 |

| Arbitri: | Del Monte (Roma) Marrone (Roma) |

|         |       |             |
| Sanna 6 | Punti | Donativi 10 |

| Arbitri: | Tassinari (Imola) Turci (Reggio Emilia) |

|                                |       |           |
| Favia 21, Loconsole 12, May 11 | Punti | Quarta 27 |

| Arbitri: | Cardullo (Messina) Mollura (Messina) |

|                                   |       |                                       |
| Quarta 30, Aversa 21, Pennetta 12 | Punti | Bruscia 20, Ippolito 20, Bacchetta 19 |

| Arbitri: | Rastelli (Teramo) Martorelli (Teramo) |

|                                   |       |                            |
| Tumino 22, Trovato 19, Rinaldi 16 | Punti | Pentassuglia 18, Quarta 15 |

| Arbitri: | Trentini (Ferrara) Piccoli (Ferrara) |

|                                           |       |                         |
| Sangiorgio 28, Pentassuglia 14, Quarta 11 | Punti | Brancato 12, Pagnacco 9 |

| Arbitri: | Degli Esposti (Bologna) Valenti (Bologna) |

|                                          |       |                                            |
| Sangiorgio 21, Quarta 18, Pentassuglia 8 | Punti | De Giovanni 14, Martorelli 10, D'Antonio 8 |

| Arbitri: | Stramaccione (Viterbo) Izzo (Roma) |

|                               |       |                          |
| Veroux 14, Longo 14, Isola 10 | Punti | Sangiorgio 24, Quarta 12 |

| Arbitri: | Cotta (Roma) Berardi (Roma) |

|                                        |       |                                    |
| Pentassuglia 31, Quarta 16, Pennetta 8 | Punti | Musco 27, Mottola 12, Sevolella 10 |

## Fonti
La Gazzetta del Mezzogiorno edizione 1960-61